# Opsonisation
L'opsonisation est un processus biochimique par lequel une molécule (alors qualifiée d'opsonine) recouvre la membrane d'une cellule cible (une bactérie ou une cellule du corps infectée par un agent pathogène) pour favoriser sa phagocytose par une cellule dotée de récepteurs pour les opsonines.
On distingue deux types d'opsonines qui agissent de façon synergique :
- les anticorps, qui participent à un complexe RFc-anticorps-antigène sur la cible (reconnaissance dirigée de la cible en raison d’antigène à sa surface).
- les opsonines non spécifiques capables de se fixer sur les structures microbiennes, tel le facteur C3b du système du complément, qui participent à un complexe substance microbienne activatrice-opsonine-récepteur pour l'opsonine (par exemple, paroi bactérienne-C3b du complément-RC3b du neutrophile).

Ce processus fait partie de l'immunité innée et est réalisé principalement par les cellules présentatrices d'antigènes : Polynucléaire neutrophile, macrophage,   (cellule dendritique, .